# Plagiopylida
Plagiopylida — порядок війчастих найпростіших класу Plagiopylea. Включає кілька форм, поширених в анаеробних місцях існування.

## Опис
Війки тіла щільні і походять від монокінетидів унікальної ультраструктури. Щічна порожнина має один або два ряди дицинетид і має форму борозенки з глибокою трубкою, вистеленою ротовими війками, що веде до рота.